# Amt Bornheim
Das Amt Bornheim war ein Amt im Landkreis Bonn in der preußischen Rheinprovinz und in Nordrhein-Westfalen. Es ging aus der Bürgermeisterei Hersel,  der Bürgermeisterei Sechtem und der Bürgermeisterei Waldorf hervor.

## Bürgermeisterei Hersel
Der Raum Bornheim gehörte bis zur Franzosenzeit zum kurkölnischen Amt Brühl. Von 1798 bis 1814 standen alle linksrheinischen Gebiete unter französischer Herrschaft. Während dieser Zeit wurde nach französischem Vorbild die Mairie Hersel eingerichtet, die zum Kanton Brühl im Arrondissement Köln des Rur-Departements gehörte. Nachdem das Rheinland 1814 an Preußen gefallen war, wurde aus der Mairie die preußische Bürgermeisterei Hersel. Diese kam 1816 zum neuen Kreis Bonn. Sie umfasste die sechs Landgemeinden Hersel, Keldenich, Uedorf, Urfeld, Wesseling und Widdig.
Am Ende des Jahres 1927 wurde die Bezeichnung aller rheinischen Landbürgermeistereien in „Amt“ geändert. Die Bürgermeisterei Hersel hieß nun Amt Hersel. Am 1. Oktober 1932 wechselten die beiden Gemeinden Keldenich und Wesseling aus dem Landkreis Bonn in den Landkreis Köln und bildeten dort zusammen mit Berzdorf das Amt Wesseling. Die vier verbliebenen Gemeinden des Amtes Hersel (Hersel, Uedorf, Widdig und Urfeld) kamen zum Amt Waldorf. Das Amt Hersel erlosch damit.

## Bürgermeisterei Sechtem
Gleichzeitig mit der Mairie Hersel wurde die Mairie Sechtem eingerichtet, die ab 1816 ebenfalls eine Bürgermeisterei im Kreis Bonn bildete. Zur Bürgermeisterei Sechtem gehörten die vier Landgemeinden Merten, Rösberg, Sechtem und Walberberg. Aus ihr wurde 1928 das Amt Sechtem. Die vier Gemeinden des Amtes wurden am 1. Juli 1935 zur neuen Gemeinde Sechtem zusammengeschlossen, die Teil des Amtes Bornheim wurde. Das Amt Sechtem erlosch damit.

## Bürgermeisterei Waldorf
Ebenfalls während der Franzosenzeit wurde die Mairie Waldorf eingerichtet, die ab 1816 ebenfalls eine Bürgermeisterei im Kreis Bonn bildete. Zur Bürgermeisterei Waldorf gehörten die vier Landgemeinden Bornheim-Brenig, Kardorf-Hemmerich, Roisdorf und Waldorf. Aus der Bürgermeisterei wurde 1928 das Amt Waldorf, zu dem am 1. Oktober 1932 die vier Gemeinden Hersel, Uedorf, Widdig und Urfeld aus dem aufgelösten Amt Hersel dazukamen.

## Amt Bornheim
Am 7. Mai 1934 wurde das Amt Waldorf in Amt Bornheim umbenannt. Am 1. Juli 1935 wurden Bornheim-Brenig, Kardorf-Hemmerich, Roisdorf und Waldorf zur neuen Gemeinde Bornheim zusammengeschlossen, während Hersel, Uedorf, Widdig und Urfeld zur neuen Gemeinde Hersel zusammengeschlossen wurden. Gleichzeitig kam die vergrößerte Gemeinde Sechtem zum Amt Bornheim hinzu.
Das Amt Bornheim wurde am 1. August 1969 durch das Bonn-Gesetz aufgelöst. Der Herseler Ortsteil Urfeld kam zur Stadt Wesseling im Landkreis Köln. Das gesamte übrige Amt bildete die neue Gemeinde Bornheim, die zum neuen Rhein-Sieg-Kreis kam und am 1. Januar 1981 zur Stadt erhoben wurde.

## Einwohnerentwicklung
| Jahr | Bürgermeisterei Hersel | Bürgermeisterei Sechtem | Bürgermeisterei Waldorf | Quelle |
| ---- | ---------------------- | ----------------------- | ----------------------- | ------ |
| 1843 | 3.890                  | 3.685                   | 4.358                   | [ 4 ]  |
| 1871 | 4.320                  | 3.880                   | 5.318                   | [ 5 ]  |
| 1885 | 4.644                  | 4.115                   | 5.594                   | [ 6 ]  |
| 1910 | 6.390                  | 5.502                   | 7.583                   | [ 7 ]  |
| 1925 | 8.045                  | 6.059                   | 8.493                   | [ 8 ]  |
|      | Amt Bornheim           |                         |                         |        |
| 1939 | 19.513                 | 19.513                  | 19.513                  | [ 9 ]  |
| 1950 | 24.460                 | 24.460                  | 24.460                  | [ 10 ] |
| 1961 | 28.289                 | 28.289                  | 28.289                  | [ 10 ] |

## Amtsbürgermeister
- 1946–1948   Wilhelm Schmitz
- 1948–1969   Hubert Schäfer